# Messier 29
Messier 29 eller NGC 6913 är en ganska liten, ljus öppen stjärnhop som ligger ungefär två grader söder om Sadr. Den ligger på kanten av ett av de skymmande banden i den stora klyftans stoftmoln som ser ut att skära genom Vintergatan i Svanen. De sju ljusaste stjärnorna i M29 bildar en Karlavagnsliknande stjärnbild.

## Egenskaper
Från solsystemets utsiktspunkt ligger Messier 29 inom flera grader av ett tidvis unikt ljust stoftplan på natthimlen - armarna och utbuktningen av Vintergatan. Den ligger åtminstone flera hundra ljusår under avståndet till det galaktiska centret, eller mellan 4 000 och 7 200 ljusår bort. En populär analys från 1998 anger ett värde inom detta interval, nämligen 6 000 ljusår. Osäkerheten beror på dåligt känd absorption av ljuset från stjärnhopen. Dess skymning beror i hög grad på en svag omgivande nebulositet och annan mellanliggande interstellär materia av detta tvärsnitt av spiralarmarna (Orion-Cygnusarmen, som är vår lokala arm).
Enligt Sky Catalogue ingår Messier 29 i stjärnföreningen Cygnus OB1, och den radiella hastigheten i dess tredimensionella rörelse, som standardfaktor till solsystemets nuvarande bana, närmar sig -28 km/s. Dess ålder uppskattas till 10 miljoner år, eftersom dess fem hetaste stjärnor alla är jättar i spektralklass B0. Kepple et. al. anger den ljusaste stjärnans skenbara magnitud till 8 i medelvåglängden (och frekvensen) av "visuella" bandet.
Stjärnhopens absoluta magnitud uppskattas till −8,2, en ljusstyrka motsvarande 160 000 solar (L☉). Den linjära diametern uppskattades till endast 11 ljusår. Dess Trumplerklass är III,3,p,n (med tillhörande nebulositet), även om Götz anger, II.3,m, och Kepple ger I.2,m,n. Sky Catalogue listar den med 50 ingående stjärnor medan Becvar tidigare räknade in 20 stjärnor.
Norr om den 47:e södra breddgraden är hopen ovanför horisonten för en del av eller hela dygnet. Den kan observeras med en handkikare vid god seeing. De fyra ljusaste stjärnorna bildar en fyrsiding, och en annan grupp en liten triangel strax norr om den nordligaste av de fyra. Denna formation är ofta känd som "kyltornet" på grund av likhet med dess hyperbelformade strukturer. Några svagare stjärnor finns runt dem, men hopen verkar ganska isolerad, särskilt i mindre teleskop. På fotografier visas dock många svaga bakgrundsstjärnor i Vintergatan.